# Pino III Ordelaffi
Pino III Ordelaffi (11 mars 1440 – 1480) est un noble italien qui vécut au XVe siècle, il appartient à la famille des Ordelaffi de la ville de Forlì.

## Biographie
Fils de Antonio I Ordelaffi et de Caterina Rangoni di Spilamberto, Pino Ordelaffi était le frère de Francesco IV Ordelaffi. Il fut seigneur de Forlì de 1448 à sa mort.
En 1462 il épousa Barbara Manfredi (morte en 1466), fille de Astorre II Manfredi, seigneur de Faenza puis Zaffira Manfredi (morte en 1473) fille de Tadeo Manfredi et enfin Lucrezia Pico della Mirandola, fille de Gianfrancesco I Pico (it) et sœur du philosophe humaniste Giovanni Pico della Mirandola.
En 1463 Pino tomba malade, son frère Francesco fut suspecté de l'avoir empoisonné, mais Pino se rétablit. En 1466, ce fut au tour de Francesco de tomber malade, Barbara Manfredi essayant de l'empoisonner, en vain. Francesco fut alors emprisonné  avec sa femme Elisabeth Manfredi puis finit assassiné par un officier.
Pino s'empara de la ville et  devint seigneur de Forlì et de Forlimpopoli avec l'aide de Venise.
Peu après Barbara eut une relation amoureuse avec un membre de la cour de Forlì, Giovanni Orceoli, tous deux moururent rapidement, probablement empoisonnés sur ordre de Pino. Astorre II Manfredi suspecta Pino d'être à l'origine de la mort de sa fille et entra en conflit avec lui.
Pino rechercha alors une alliance avec Taddeo Manfredi, seigneur d'Imola et rival d'Astorre, pour résister aux ambitions d'Astorre qui, avec l'aide du Pape, cherchait à  l'expulser de Forlì.
Entretemps, Pino avait également fait empoisonner sa mère en 1467. Cette même année il prit part à la bataille de Molinella, pendant laquelle il fut blessé.
Pino est mort en 1480, Sinibaldo lui succéda peu de temps avant que la seigneurie de Forlì soit acquise par Girolamo Riario.
Pino fut un mécène pour la ville de Forlì, il y fit construire de nombreux bâtiments, et fit également terminer la construction des murs de la ville et renforcer le château.
Il commanda un monument à Francesco di Simone Ferrucci pour la tombe de sa femme Barbara. Ce monument est encore visible dans l'Abbaye de San Mercuriale à Forlì.

### Source
- Arbre généalogique de la famille Ordelaffi sur le site TheDarkAge